# Чик (деревня)
Чик (Малый Чик) — деревня в Коченёвском районе Новосибирской области России. Входит в состав Прокудского сельсовета.

## География
Площадь деревни — 107 гектаров.

## История
Основана в 1726 году. В 1928 году деревня состояла из 275 хозяйств, основное население — русские. В административном отношении являлась центром Чикского сельсовета Бугринского района Новосибирского округа Сибирского края.

## Население
| 1926 | 2002 | 2007 | 2010 |
| ---- | ---- | ---- | ---- |
| 1538 | ↘254 | ↗259 | ↘241 |

## Инфраструктура
В деревне по данным на 2007 год отсутствует социальная инфраструктура.